# Rząd Jean-Claude’a Junckera i Lydie Polfer
Rząd Jean-Claude’a Junckera i Lydie Polfer – rząd Luksemburga pod kierownictwem premiera Jean-Claude’a Junckera i wicepremier Lydie Polfer. Zastąpił rząd Jean-Claude’a Junckera i Jacques’a Poosa.
Gabinet został powołany 7 sierpnia 1999 po wyborach parlamentarnych, w których Chrześcijańsko-Społeczna Partia Ludowa (CSV) ponownie zwyciężyła. Chadecy zmienili wówczas koalicjanta – Luksemburską Socjalistyczną Partię Robotniczą zastąpiła Partia Demokratyczna (DP). Gabinet funkcjonował przez całą kadencję. 31 lipca 2004, po kolejnych wyborach, zastąpił go pierwszy rząd Jean-Claude’a Junckera i Jeana Asselborna. Lydie Polfer ustąpiła kilkanaście dni wcześniej, obejmując mandat posłanki do Europarlamentu, resort spraw zagranicznych przejął wówczas Charles Goerens.

## Skład rządu
| Imię i nazwisko         | Partia | Urząd |
| ----------------------- | ------ | --- |
| Jean-Claude Juncker     | CSV    | Premier Luksemburga Minister stanu Minister finansów                                                                               |
| Lydie Polfer            | DP     | Wicepremier Luksemburga Minister spraw zagranicznych i handlu zagranicznego Minister służby cywilnej i reformy administracyjnej    |
| Fernand Boden           | CSV    | Minister rolnictwa, winogrodnictwa i rozwoju obszarów wiejskich Minister ds. klasy średniej, turystyki i mieszkalnictwa            |
| Marie-Josée Jacobs      | CSV    | Minister ds. rodziny, solidarności społecznej i młodzieży Minister ds. promocji kobiet                                             |
| Erna Hennicot-Schoepges | CSV    | Minister kultury, szkolnictwa wyższego i badań naukowych Minister robót publicznych                                                |
| Michel Wolter           | CSV    | Minister spraw wewnętrznych |
| Luc Frieden             | CSV    | Minister sprawiedliwości Minister skarbu i budżetu                                                                                 |
| Anne Brasseur           | DP     | Minister edukacji narodowej, kształcenia zawodowego i sportu                                                                       |
| Henri Grethen           | DP     | Minister gospodarki Minister transportu                                                                                            |
| Charles Goerens         | DP     | Minister ds. współpracy rozwojowej, pomocy humanitarnej i obrony Minister środowiska                                               |
| Carlo Wagner            | DP     | Minister zdrowia i zabezpieczenia społecznego                                                                                      |
| François Biltgen        | CSV    | Minister pracy i zatrudnienia Minister spraw wyznaniowych Minister ds. kontaktów z parlamentem Minister delegowany ds. komunikacji |
| Joseph Schaack          | DP     | Sekretarz stanu |
| Eugène Berger           | DP     | Sekretarz stanu |